# Симон ван дер Мер
Симон ван дер Мер (хол. Simon van der Meer, 24. новембар 1925. – 4. март 2011) био је холандски физичар, који је 1984. године, заједно са Карлом Рубијом, добио Нобелову награду за физику „за одлучујући допринос великом пројекту који је довео до открића честица W- и Z-бозона, преносилаца слабе интеракције”.